# Sistema profesional europeo del baloncesto de clubes
El sistema de baloncesto profesional europeo de clubes o la pirámide europea del baloncesto de clubes profesional es una serie de competiciones interconectadas para los clubes profesionales del baloncesto en Europa. El sistema tiene un formato jerárquico con un sistema de promoción y descenso entre competiciones a través de diferentes niveles.

## La pirámide de niveles
Hay actualmente cuatro competiciones diferentes que forman la pirámide. En la cúspide, se encuentra la EuroLeague, siendo la competición más importante para los equipos europeos. El segundo nivel lo forma la EuroCup. El tercer nivel lo formaría la Liga de Campeones de Baloncesto (oficialmente Basketball Champions League) organizada por la FIBA. Dicha organización sostiene que formaría parte del segundo nivel. Por último, el cuarto nivel lo encuadra la Copa Europea de la FIBA (oficialmente FIBA Europe Cup).
Tanto la EuroLeague como la EuroCup son organizadas por Euroleague Basketball mientras que las competiciones de la Liga de Campeones de Baloncesto y de la Copa Europea de la FIBA son organizadas por FIBA Europa.

### Los niveles
Para la temporada 2017-18, el sistema está formado por los siguientes elementos:
| Nivel         | Competición                              |
| ------------- | ---------------------------------------- |
| 1             | EuroLeague (16 equipos)                  |
| 2 (Disputado) | EuroCup (24 equipos)                     |
| 3 (Disputado) | Basketball Champions League (32 equipos) |
| 4             | FIBA Europe Cup (32 equipos)             |

### Evolución de las competiciones europeas de baloncesto
La siguiente tabla muestra la estructura de niveles de la pirámide tanto para la antigua era de la FIBA Europa (FIBA) como para la actual era de la Euroliga Baloncesto. Las competiciones actuales están indicadas en verde.
Nota: en negrita competiciones vigentes en la actualidad.
|         | 1.ª categoría                  | 2.ª categoría         | 3.ª categoría                   | 4.ª categoría         |
| ------- | ------------------------------ | --------------------- | ------------------------------- | --------------------- |
| 1958–66 | Copa de Europa FIBA            |                       |                                 |                       |
| 1966–71 | Copa de Europa FIBA            | Recopa de Europa FIBA | Torneo Internacional FIBA       |                       |
| 1971-80 | Copa de Europa FIBA            | Recopa de Europa FIBA | Torneo Internacional FIBA       |                       |
| 1971–91 | Copa de Europa FIBA            | Recopa de Europa FIBA | Copa Korać FIBA                 |                       |
| 1991–96 | Liga Europea FIBA              | Copa de Europa FIBA   | Copa Korać FIBA                 |                       |
| 1996–98 | Euroliga FIBA                  | Eurocopa FIBA         | Copa Korać FIBA                 |                       |
| 1998–00 | Euroliga FIBA                  | Copa Saporta FIBA     | Copa Korać FIBA                 |                       |
| 2000–01 | Suproliga FIBA / Euroliga ULEB | Copa Saporta FIBA     | Copa Korać FIBA                 |                       |
| 2001–02 | Euroliga ULEB                  | Copa Saporta FIBA     | Copa Korać FIBA                 |                       |
| 2002–03 | Euroliga ULEB                  | Copa ULEB             | Copa de Campeones Europeos FIBA | Copa Europea FIBA     |
| 2003–05 | Euroliga ULEB                  | Copa ULEB             | Liga Europea FIBA               | Copa Europea FIBA     |
| 2005–07 | Euroliga ULEB                  | Copa ULEB             | Eurocopa FIBA                   | Eurocopa Desafío FIBA |
| 2007–08 | Euroliga ULEB                  | Copa ULEB             | Eurocopa FIBA                   |                       |
| 2008–15 | Euroliga ULEB                  | Eurocopa ULEB         | Eurocopa Desafío FIBA           |                       |
| 2015–16 | Euroliga ULEB                  | Eurocopa ULEB         | Copa Europea FIBA               |                       |
| 2016–   | Euroliga ULEB                  | Eurocopa ULEB         | Liga de Campeones de la FIBA    | Copa Europea FIBA     |

### Historia
La evolución de los nombres de las diferentes competiciones internacionales intercontinentales y europeas de baloncesto interregional europeo (1990-2018) han sido:
- 1990—1991:
  - Copa de Campeones Europeos de la FIBA
  - Copa de Clubes Campeones de Copa de la FIBA (última edición)
  - Copa Korać
- 1991—1992:
  - Liga Europea de la FIBA (anteriormente denominado Copa de Campeones Europeos de la FIBA)
  - Copa de Europa de la FIBA (anteriormente denominado Copa de Clubes Campeones de Copa de la FIBA)
  - Copa Korać
- 1992—1996:
  - Liga Europea de la FIBA
  - Copa de Europa de la FIBA
  - Copa Korać
- 1996—1997:
  - Euroliga de la FIBA (anteriormente denominado Liga Europea de la FIBA)
  - Eurocopa de la FIBA (anteriormente denominado Copa de Europa de la FIBA)
  - Copa Korać
- 1997—1998:
  - Euroliga de la FIBA
  - Eurocopa de la FIBA (última edición)
  - Copa Korać
- 1998—1999:
  - Euroliga de la FIBA
  - Copa Saporta (anteriormente denominada Eurocopa de la FIBA)
  - Copa Korać
- 1999—2000:
  - Euroliga de la FIBA (última edición de la FIBA Europa)
  - Copa Saporta
  - Copa Korać
- 2000—2001:
  - Euroliga (primera edición de la Euroleague Basketball)
  - Suproliga de la FIBA (anteriormente denominada Euroliga de la FIBA, cuando aún era organizada por FIBA Europa)
  - Copa Saporta
  - Copa Korać
- 2001—2002:
  - Euroliga (combinación de la Euroleague Basketball y la Suproliga de la FIBA)
  - Copa Saporta (última edición)
  - Copa Korać (última edición)
  - Liga Adriática (primera edición)
- 2002—2003:
  - Euroliga
  - Copa ULEB (primera edición)
  - FIBA Europe Champions Cup (primera edición)
  - Liga Adriática
- 2003—2004:
  - Euroliga
  - Copa ULEB
  - FIBA Europe League (primera edición)
  - FIBA Europe Cup (anteriormente denominada FIBA Europe Champions Cup)
  - Liga Adriática
- 2004—2005:
  - Euroliga
  - Copa ULEB
  - FIBA Europe League
  - FIBA Europe Cup
  - Liga Adriática
  - Liga Báltica (primera edición)
- 2005—2006:
  - Euroliga
  - Copa ULEB
  - FIBA EuroCup (anteriormente denominada FIBA Europe League)
  - FIBA EuroCup Challenge (anteriormente denominada FIBA Europe Cup)
  - Liga Adriática
  - Liga Báltica
- 2006—2007:
  - Euroliga
  - Copa ULEB
  - FIBA EuroCup
  - FIBA EuroCup Challenge (última edición)
  - Liga Adriática
  - Liga Báltica
- 2007—2008:
  - Euroliga
  - Copa ULEB
  - FIBA EuroCup
  - Liga Adriática
  - Liga Báltica
- 2008—2009:
  - Euroliga
  - Eurocup (anteriormente denominada Copa ULEB)
  - FIBA EuroChallenge (anteriormente denominada FIBA EuroCup)
  - Liga Adriatica
  - Liga Internacional de los Balcanes (primera edición)
  - Liga Báltica
- 2009—2010:
  - Euroliga
  - EuroCup
  - FIBA EuroChallenge
  - VTB Liga Unida (primera edición)
  - Liga Adriatica
  - Liga Internacional de los Balcanes
  - Liga Báltica
- 2010—2015:
  - Euroliga
  - EuroCup
  - FIBA EuroChallenge
  - VTB Liga Unida
  - Liga Adriatica
  - Liga Internacional de los Balcanes
  - Liga Báltica
- 2015—2016:
  - Euroliga
  - EuroCup
  - Copa Europea de la FIBA (primera edición)
  - VTB Liga Unida
  - Liga Adriatica
  - Copa Alpe Adria (primera edición)
  - Liga Internacional de los Balcanes
  - Liga Báltica
- 2016—2017:
  - Euroliga
  - EuroCup
  - Champions League (primera edición)
  - Copa Europea de la FIBA
  - VTB Liga Unida
  - Liga Adriatica
  - Copa Alpe Adria
  - Liga Internacional de los Balcanes
  - Liga Báltica
- 2017—2018:
  - Euroliga
  - EuroCup
  - Champions League
  - Copa Europea de la FIBA
  - VTB Liga Unida
  - Liga Adriatica
  - Copa Alpe Adria
  - Liga Internacional de los Balcanes
  - Liga Báltica

También ha habido otras competiciones internacionales de baloncesto de clubes jugadas en Europa, que ya no existen. Muchas otras han cambiado sus nombres varias veces.